# Балаган-Тас
Балага́н-Тас (з тюркськ. «Дерев'яна споруда + чаша») — один з 14 відомих дослідникам вулканів (нині згаслий) у Республіці Саха (суб'єкт РФ). 
Розташований на  березі р.Балаганнах (басейн Моми) неподілік від поселення Хону.
Вулкан правильної конічної форми, висота — 993—998 м, зі слідами лави і яскраво вираженим кратером діаметром 120 м. 
На думку вчених, Балаган-Тас згас майже 400 років тому.